# 메가맥스
메가맥스(MGX)는 대한민국의 전 음악 그룹이다. 2021년 미니 앨범 [Painted÷LOVE:)]로 데뷔했다.

## 음반
- Painted÷LOVE:) (2021)

## 공연
- MEGAMAX 팬미팅 (2021)
- 제60회 탐라문화제 (2021)
- MEGAMAX 컬러링북 - 첫번째페이지 (2021)
- 2022 파워풀 대구 K-POP 콘서트 Re;START (2022)
- Super Music Festival (2022)
- 두바이 엑스포 K팝 페스티벌 (2022)
- 지속가능환경축제 에코콘서트 (2022)
- 2020 Dubai Expo K-pop Festival (2022)

## 경력
- 지속가능 월드네트워크 홍보대사 (2021)

## 수상
- 대한민국 브랜드대상 ESG 경영대상 최우수 Kpop Mega Idol 부문 대상 (2021)
- 월드스타 연예대상 K-POP부문 남자신인상 (2021)